# Kill Hannah
Kill Hannah fue una banda de rock alternativo con orígenes de Chicago, Illinois. Estaba capitaneada por el cantautor Mat Devine.

## Historia
Kill Hannah fue formada por el cantautor Mat Devine en 1994. Entre 1996 y 2003, Kill Hannah han grabado ocho LP, singles y EP independientemente (todos los cuales se agotaron rápidamente). 
Kill Hannah grabaron su debut For Never & Ever con Atlantic Records en Los Ángeles durante invierno de 2003 con el productor Sean Beavan (No Doubt, Marilyn Manson, Nine Inch Nails) y el operador de sonido Tim Palmer (U2, The Cure, Tears for Fears, HIM). El álbum constaba prácticamente de versiones de sus antiguas canciones y de actuaciones en vivo del último año. La banda grabó el vídeo para la canción "Unwanted" pero decidieron no lanzarlo hasta 2006, año en el que lo lanzaron únicamente con un clip de Internet. 
Desde gran parte de 2003 al 2007, Kill Hannah ha ido de gira por separado con bandas como Chevelle, HIM, Papa Roach y The Sounds, mientras actuaban como teloneros de Evanescence, Jane's Addiction, Everclear, Eve 6, The All-American Rejects, Fuel, P.O.D., The Distillers, Story of the Year, Three Days Grace, Alien Ant Farm, The Buzzcocks, Andrew W.K., Trapt, 30 Seconds to Mars, Mindless Self Indulgence, Flyleaf, mientras eran de los principales grupos en otras seis giras. Se dice que Kill Hannah ha tocado más conciertos en el famoso local Metro de Chicago que cualquier otra banda, y tocan anualmente en un show en navidades llamado "New Heart For X-Mas" en dicho local. 
El sencillo "Kennedy" debutó en el segundo puesto en la radio de rock moderno, la tocaron en "Last Call with Carson Daly", y ha aparecido en varios shows televisivos de éxito como "Jack & Bobby", "One Tree Hill" y "North Shore". 
Kill Hannah firmó con Atlantic Records a finales de 2002 mientras les administraba Steve Hutton, antiguo mánager de Kid Rock. Desde entonces Kill Hannah se ha separado de Hutton.
La banda lanzó su segundo álbum Until There's Nothing Left of Us con Atlantic Records, el 1 de agosto de 2006. 
En 2008 se unieron a Roadrunner Records y comenzaron a vender su último disco en Europa.
En 2009 publicaron su más reciente álbum, Wake up the sleepers.
En 2012 Mat Devine comentó que la banda tenía planeado lanzar un nuevo álbum, incluso fueron lanzadas algunas canciones, pero no se concretó el álbum.
El 6 de agosto de 2015 la banda anunció a través de su página de Facebook, que después de 20 años como banda, el 19 de diciembre de 2015, darían su último concierto en el metro, Chicago, en el show anual, new heart for christmas X.

## Discografía

### Álbumes de estudio
- Here Are The Young Moderns (1998)
- American Jet Set (1999)
- For Never & Ever (2003)
- Until There's Nothing Left Of Us (2006)
- Wake up the sleepers (2009)

### EP
- Stunt Pilots (1998)
- The Beauty In Sinking Ships (2000)
- Unreleased Cuts 2000/2001 (2001)
- Kill Hannah Tour EP (2002)

### Recopilaciones
- The Curse of Kill Hannah (2004)
- Hope for the Hopeless (2008)

### DVD
- Welcome to Chicago (2005)
- New Heart for X-Mas 6 Limited Edition (2008)
- Seize The Days (2008)

## Curiosidades
- La exnovia de Mat Devine, es por quien le pusieron el nombre a la banda. Los dos (Mat y Hannah) se conocieron en la Universidad Estatal de Illinois en Normal, Illinois, durante el único semestre de Mat ahí. Según Devine, Fue realmente una extraña y breve relación.

- Mat cantaba y tocaba la guitarra en una banda llamada "In a Jar UK". Después de la ruptura con Hannah, Mat imprimió pegatinas para colocar sobre los discos de "In a Jar UK" portando estas el nombre "Kill Hannah". Se sabe que existen varios cientos de versiones sin pegatinas y aproximadamente unas 20 llevando la pegatina de Kill Hannah.

- El baterista fallecido era Daniel Weinberg y según se dice murió por un ataque de asma, aunque no está confirmado, suponemos que porque a la banda no le gusta hablar de ello.

- En la actualidad ya cuenta como miembro oficial Elias Mallin, que sustituye a Garrett Hammond, quien abandonó la banda para dedicarse completamente a su familia, ya que consideraba que los descuidaba en épocas de tour.

- Sus muchas bajas (incluyendo la muerte de su baterista en diciembre del '96) les impidió tocar durante un tiempo hasta que un par de buenos y talentosos productores decidieron trabajar con ellos en "Until There's Nothing Left of Us", aparte de que la mayoría de los miembros de la banda se graduaron, por lo que tenían mucho tiempo libre.

- La banda aparece en el videoclip "Rockstar" de R. Kelly, Ludacris y Kid Rock. No colaboran en la música, sólo aparecen el vídeo.

## Miembros

### Anteriores
- Mat Devine (16 de abril de 1974 - ) - Voz, guitarra
- Dan Wiese (10 de febrero de 1976 - ) - Guitarra
- Greg Corner (20 de junio de 1974 - ) - Bajo
- Elias Mallin (23 de marzo de 1981 - ) - Batería
- Garrett Hammond (batería)
- James Connelly (batería)
- Allen Morgenstern (bajo)
- Daniel Wenberg (batería)
- Isaac Bender (guitarra y teclados)
- Kerry Finerty (guitarra solista y coros)
- Jonathan Radtke - Guitarra - Dejó la banda en 2009 para unirse a Ashes Divide

- Datos: Q1472805
- Multimedia: Kill Hannah (band) / Q1472805